# 1983 na Alemanha
Esta é uma cronologia dos fatos acontecimentos de ano 1983 na Alemanha.

## Eventos
- 6 de março: As eleições federais ocorrem na Alemanha Ocidental.
- 3 de junho: Um tiroteio na escola ocorre em Eppstein-Vockenhausen, na Alemanha Ocidental, quando o atirador mata três estudantes, um professor e um policial usando duas pistolas semi-automáticas antes de cometer suicídio.[1]